# 자인면
자인면(慈仁面)은 경상북도 경산시의 면이다. 넓이는 22.05km2이고, 인구는 2006년 기준으로 7,377명이다.

## 연혁
- 신라 시대 : 노사화현(奴斯火縣) 또는 기화현(其火縣)으로 호칭함
- 신라 경덕왕 : 자인현으로 개칭하여 장산군에 속함
- 고려 현종 : 경주부에 속함
- 조선 인조 15년(1637) : 경주부로부터 분리되어 자인현으로 독립
- 조선 숙종 : 현 소재지로 이전
- 1914년 3월 1일 : 부군면 통폐합으로 경산군에 합병되고 자인면으로 개칭

| 조선총독부령 제111호 |                                                                               |
| 구 행정구역 | 신 행정구역                                                                   |
| 자인군 읍내면 둔촌동, 교촌동, 동부동, 서부동, 상관동/하관동, 관신동/도리동, 옥산동/대천동, 울곡동/옥연동, 읍척동/천마동 | 자인면 계남동, 교촌동, 동부동, 서부동, 신관동, 신도동, 옥천동, 울옥동, 읍천동 |
| 자인군 상북면 계림동, 남신동, 남촌동, 단산동/북촌동, 북사동, 일언동                                                     | 자인면 계림동, 남신동, 남촌동, 단북동, 북사동, 일언동                         |
| 자인군 상동면 원당동, 선창동                                                                                            | 자인면 원당동, 계남동 일부                                                    |

## 구역
| 법정리 | 한자명 | 행정리           | 비고                  |
| ------ | ------ | ---------------- | --------------------- |
| 동부리 | 東部里 | 동부1리, 동부2리 |                       |
| 서부리 | 西部里 | 서부1리, 서부2리 |                       |
| 북사리 | 北四里 | 북사1리, 북사2리 | 면행정복지센터 소재지 |
| 교촌리 | 校村里 | 교촌리           |                       |
| 읍천리 | 邑川里 | 읍천리           |                       |
| 신도리 | 新島里 | 신도리           |                       |
| 신관리 | 新官里 | 신관리           |                       |
| 울옥리 | 蔚玉里 | 울옥리           |                       |
| 옥천리 | 玉川里 | 옥천1리, 옥천2리 |                       |
| 원당리 | 元堂里 | 원당리           |                       |
| 계남리 | 桂南里 | 계남리           |                       |
| 남촌리 | 南村里 | 남촌리           |                       |
| 단북리 | 丹北里 | 단북리           |                       |
| 계림리 | 鷄林里 | 계림리           |                       |
| 일언리 | 日彦里 | 일언리           |                       |
| 남신리 | 南新里 | 남신리           |                       |

## 교육 기관
- 경북기계금속고등학교
- 경산제일고등학교
- 자인중학교
- 경산제일중학교
- 자인초등학교
- 경산자인학교
- 대경대학교

## 같이 보기
- 자인군

## 문화의 고장 자인면
- 경산시 자인면 행정복지센터